# Speak No Evil (2024)
Speak No Evil (dt.: „Sag nichts Böses“) ist ein US-amerikanischer Horrorthriller des Filmemachers James Watkins, der am 13. September 2024 in die US-amerikanischen und sechs Tage später in die deutschen Kinos kam. Es handelt sich um ein Remake des gleichnamigen dänischen Spielfilms aus dem Jahr 2022, in dem der Urlaub zweier Familien in einem abgelegenen Landhaus zum Albtraum wird. Die Hauptrollen übernahmen James McAvoy, Mackenzie Davis, Scoot McNairy und Aisling Franciosi.

## Handlung
Das US-amerikanische, aber in London lebende Paar Ben und Louise machen gemeinsam mit ihrer elfjährigen Tochter Agnes Urlaub in der Toskana in Italien. Agnes hat eine Angststörung und beharrt darauf, immer ihren Stoffhasen bei sich zu haben. Im Urlaub machen sie die Bekanntschaft von Paddy und Ciara sowie deren Sohn Ant. Ant hat aufgrund einer nicht vollständig ausgebildeten Zunge einen Sprachfehler und kann kaum sprechen. Paddy stellt sich als ein für Ärzte ohne Grenzen tätiger Arzt vor und nimmt Agnes mit auf eine Vespa-Fahrt, was ihre Eltern aufgrund des fehlenden Helmes eher zögerlich erlauben. Die zwei Familien tauschen schließlich Adressen aus.
Zurück in London erhalten Ben und Louise eine Einladung, Paddy und Ciara in deren abgelegenen Landhaus in Südengland zu besuchen. Sie nehmen diese an. Vor Ort finden sich Ben und Louise wiederholt in Momenten, in denen Paddy und Ciara übergriffig handeln oder Dinge tun, bei denen sich Ben und Louise fragen, ob sie nicht einschreiten oder Missbilligung äußern müssten. So wird der Vegetarierin Louise beim Abendessen Fleisch nahezu aufgezwungen, das für Agnes vorgesehene Bett ist eine auf dem Boden liegende Matratze, Ant wird für Kleinigkeiten angeschrien, das für Ben und Louise vorgesehene Bett ist schmutzig, und bei einem Abendessen in einem Restaurant wird Ben von Paddy überrumpelt, die Rechnung zu zahlen.
Als Louise eines Nachts bemerkt, dass Agnes im Bett von Paddy und Ciara schläft, überzeugt sie Ben, sofort abzureisen, ohne sich zu verabschieden. Da Agnes allerdings ihren Stoffhasen vergessen hat, fahren sie zurück, wo sie von Ciara, die sich dafür entschuldigt, Agnes in ihr Bett mitgenommen zu haben, gebeten werden, noch zu bleiben.
Beim Spielen bringt Ant Agnes heimlich in einen verschlossenen Keller, wo Wertgegenstände, Koffer und Bilder gelagert werden. Dabei wird klar, dass Ant nicht der Sohn von Paddy und Ciara ist. Er wurde mit seinen wahren Eltern von Paddy und Ciara auf das Anwesen gelockt. Seine Eltern wurden ermordet, und ihm wurde die Zunge abgeschnitten. Seitdem ist er gezwungen, den Sohn der Familie zu spielen. Die im Keller gelagerten Gegenstände und Fotos lassen darauf schließen, dass es sich bei Paddy und Ciara um Serientäter handelt, die dies bereits mehrfach getan haben.
Agnes kann ihre Eltern hierüber in Kenntnis setzen. Eine sofortige Abfahrt unter vorgeschobenen Gründen wird allerdings von Paddy, der bemerkt hat, dass Ben und Louise Bescheid wissen, verhindert. Auf Bens Frage, warum Paddy und Ciara ihnen das antun, sagt Paddy, dass sie selbst es ihm erlauben würden (Im Original: „Because you let me.“) Es kommt zu einer gewaltsamen Auseinandersetzung, in deren Folge Louise Paddy mit Säure zeitweise außer Gefecht setzt, einen von Paddy herbeigerufenen Mitwisser und Mittäter mit einem Hammer erschlägt, und Ciara vom Dach des Hauses stürzen lässt. Paddy kann sich dem Paar schließlich noch einmal in den Weg stellen, wird aber von Ben schwer verletzt zurückgelassen. Dann schlägt jedoch Ant mehrfach mit einem großen Stein auf Paddy ein und tötet diesen. Ben, Louise, Agnes und Ant können das Anwesen verlassen. In der Schlusseinstellung beginnt Ant zu weinen.

## Produktion
Speak No Evil basiert auf dem gleichnamigen dänischen Horrorthriller des Regisseurs Christian Tafdrup aus dem Jahr 2022, der im Rahmen der Verleihung des Roberts 2023, eines der wichtigsten dänischen Filmpreise äquivalent zu den Oscars, elf Nominierungen erhielt. Das Drehbuch zum englischsprachigen Remake wurde vom Briten James Watkins adaptiert, der zuvor die Horrorfilme Eden Lake sowie Die Frau in Schwarz inszenierte und auch bei Speak No Evil die Regie übernahm. Als Produzenten fungierten Jason Blum und Paul Ritchie.
Für die Hauptrolle des Familienvaters Paddy wurde James McAvoy verpflichtet, der zuvor bereits bei den Genrefilmen Split und Glass mit der Produktionsfirma Blumhouse zusammengearbeitet hat. Seine Ehefrau Ciara wird von Aisling Franciosi gespielt, während der Nachwuchsdarsteller Dan Hough in seinem Schauspieldebüt den gemeinsamen Sohn Ant verkörpert. Die zweite Familie wurde derweil mit Mackenzie Davis als Louise, Scoot McNairy als Ben und Alix West Lefler als Tochter Agnes besetzt.
Die Dreharbeiten begannen im Mai 2023 in Kroatien, ehe die Produktion nach Gloucester im Vereinigten Königreich verlegt wurde. Mitte Juli mussten die Filmaufnahmen fünf Tage vor dem geplanten Drehende im Zuge des Streiks der Schauspielergewerkschaft SAG-AFTRA unterbrochen werden. Erst im November 2023 konnten die Dreharbeiten nach der Beendigung des Streiks abgeschlossen werden. Die Filmmusik komponierten der Däne Danny Bensi und der US-Amerikaner Saunder Jurriaans.
Ein erster Trailer zum Film wurde am 10. April 2024 im Rahmen der CinemaCon veröffentlicht; ein zweiter folgte am 24. Juli 2024. Speak No Evil sollte ursprünglich am 9. August 2024 durch Universal in die US-amerikanischen Kinos kommen, ehe der Starttermin auf den 13. September verschoben wurde. In Deutschland lief der Film sechs Tage später in den Kinos an. Rund zwei Wochen vorher, am 4. September 2024, eröffnete Speak No Evil das Fantasy Filmfest.

## Synchronisation
| Rolle           | Darsteller        | Synchronsprecher  |
| --------------- | ----------------- | ----------------- |
| Patrick „Paddy“ | James McAvoy      | Johannes Raspe    |
| Louise Dalton   | Mackenzie Davis   | Julia Kaufmann    |
| Ben Dalton      | Scoot McNairy     | Robert Glatzeder  |
| Ciara Field     | Aisling Franciosi | Magdalena Höfner  |
| Agnes Dalton    | Alix West Lefler  | Ellis Drews       |
| Mike            | Kris Hitchen      | Thomas Schmuckert |

## Rezeption

### Altersfreigabe
In den Vereinigten Staaten erhielt Speak No Evil von der MPA aufgrund von starker Gewalt, der Sprache, sexuellen Inhalten und dem Konsum von Drogen ein R-Rating. In Deutschland vergab die FSK eine Freigabe ab 16 Jahren. In der Freigabebegründung heißt es, der Film habe eine beklemmende Grundatmosphäre und enthalte einige Bedrohungssituationen sowie mehrere Gewaltszenen mit teilweise drastischen Verletzungsdarstellungen. Vereinzelt komme es auch zu Selbstverletzungen, die aber, wie auch die Gewaltszenen, nicht übermäßig ausgespielt werden würden und schlüssig in die Gesamtdramaturgie eingebunden seien.

### Kritiken
Speak No Evil konnte 83 % der 204 bei Rotten Tomatoes gelisteten Kritiker überzeugen und erhielt dabei eine durchschnittliche Bewertung von 6,8 Punkten. Als zusammenfassendes Fazit zieht die Seite, Speak No Evil sei eines der seltenen Remakes, das Bedenken über seine Daseinsberechtigung ausräumen könne und dabei allein aus dem Funkeln in James McAvoys Augen eine makabre Spannung ziehen könne. Bei Metacritic erhielt der Film basierend auf 41 Rezensionen einen Metascore von 66 von 100 möglichen Punkten.
Lobende Worte findet J. Kim Murphy in seiner Filmkritik für Variety, der Hauptdarsteller James McAvoy als „echten Hingucker“ und robusten Motor des Films bezeichnet. Die Horrorkomödie übertreibe mit ihrer langsamen Erzählweise zwar etwas und verzichte auf den europäischen Arthouse-Anspruch des Originalfilms, setzte stattdessen aber auf den für Blumhouse typischen einfachen Spaß. Wo sich das Remake so von der völlig düsteren Auflösung der Vorlage löse, habe Speak No Evil so einen gewinnenden Sinn für Humor.
Auch Clarisse Loughrey vom Independent lobt McAvoys furchteinflößende Darbietung, die sich als eine der beeindruckendsten und gleichzeitig abstoßendsten Schauspielleistungen des Jahres erweise. Das gruselige Slasher-Remake sei zwar weniger gewagt, deutlich klarer und insgesamt zahmer als das Original, trotzdem aber weiterhin ein unglaublich verstörender Genuss mit seinem ganz eigenen Charme. Erst wenn Regisseur James Watkins zum Ende hin den psychologischen Horror gegen ein Slasher-Chaos eintausche, werde die amerikanische Produktion bemerkbar – zuvor seien klare Arbeiten des britischen Regisseurs und Autors Watkins zu erkennen.
Kritischere Worte findet Caryn James vom Hollywood Reporter, für die Speak No Evil zu drei Vierteln ein unterhaltsamer und gehobener Genrefilm sei. Regisseur James Watkins habe für sie ein sicheres Händchen, die Spannung trotz des langsamen Erzähltempos immer weiter zu steigern, doch leider nehme die Geschichte zu viele vorhersehbare Wendungen, sodass der Höhepunkt letztendlich enttäuschend sei. Wenn der Film sich nicht mehr auf die eskalierenden Ängste der von Mackenzie Davis und Scoot McNairy überzeugend und bodenständig verkörperten Amerikaner konzentriere, breche er zum Ende hin komplett zusammen. Einzig die Darstellerriege sei bis zum Schluss so spielfreudig, dass sie die Albernheit des Drehbuchs beinahe wett machen könne.
Enttäuscht zeigt sich Robert Abele von der Los Angeles Times, für den Speak No Evil weitaus weniger böse als das Original sei und einem modernen Horrorklassiker dabei ein unpassender „Date-Night-Glanz“ verliehen werde. Die Trostlosigkeit Europas werde so gegen den Zusammenhalt einer Familie eingetauscht und mit einem ausgeprägten Humor der Horroraspekt abgeschwächt. Auch wenn es wahrlich schwer sei, den Blick von McAvoy und der großartigem Besetzung abzuwenden, liefere das Remake letztendlich keine Daseinsberechtigung.

### Einspielergebnis
Am Startwochenende konnte Speak No Evil in den Vereinigten Staaten mit Einnahmen in Höhe von 11,5 Millionen US-Dollar die Erwartungen übertreffen und musste sich an den Kinokassen nur dem Blockbuster Beetlejuice Beetlejuice geschlagen geben. Die weltweiten Einnahmen aus Kinovorführungen belaufen sich auf 76,8 Millionen US-Dollar, von denen der Film allein 36,9 Millionen im nordamerikanischen Raum erwirtschaften konnte. In Deutschland verzeichnete Speak No Evil insgesamt 197.336 Kinobesucher.

### Auszeichnungen
Hollywood Music in Media Awards 2024
- Nominierung für die Beste Filmmusik in einem Horrorfilm (Danny Bensi & Saunder Jurriaans)[27]

London Critics’ Circle Film Awards 2025
- Nominierung als Bester britischer Nachwuchsdarsteller (Dan Hough)[28]

San Diego Film Critics Society Awards 2024
- Runner-up als Beste Nachwuchsdarstellerin (Alix West Lefler)[29]

Saturn-Award-Verleihung 2025
- Nominierung als Bester Thriller